# Smolenskaja (metrostation Moskou, Arbatsko-Pokrovskaja-lijn)
Smolenskaja (Russisch: Смоленская) is een station op de Arbatsko-Pokrovskaja-lijn van de Moskouse metro. Het station is gebouwd ter vervanging van het gelijknamige station aan de Filjovskaja-lijn. De dieper gelegen tunnel werd aanglegd omdat Sovjet-leider Stalin het oorspronkelijke traject te kwetsbaar vond en bovendien ongeschikt als schuilkelder bij een atoomaanval. Zijn opvolger Chroestsjov, die als metrobaas in de jaren 30 zelf betrokken was bij de bouw van de ondiepe westtak, heropende het station aan de Filjovskaja lijn in 1958. Er werden echter geen verbindingstunnels gemaakt tussen de beide stations zodat er nu twee met dezelfde naam bestaan met verschillende ingangen. Naar verwachting wordt in 2020 lijn 8 voltooid en zullen de beide Smolenskajas via het nieuwe station Ploesjziga deel gaan uitmaken van hetzelfde metrocomplex. Het toegangsgebouw van het diepe station staat op de binnenplaats van het huizenblok Arbat 54 en is bereikbaar vanaf de tuinring via een toegangsboog.

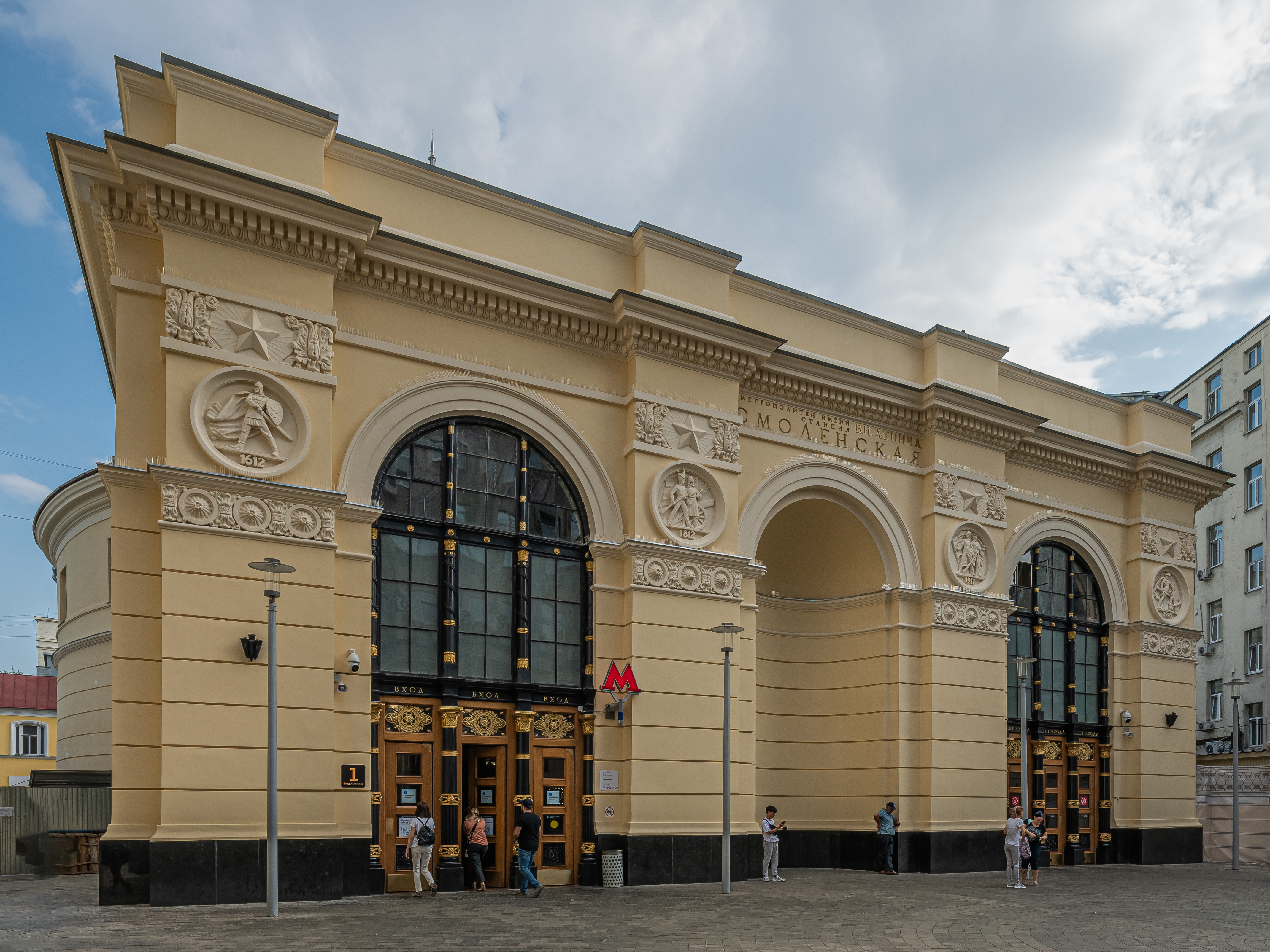
Het toegangsgebouw op de binnenplaats
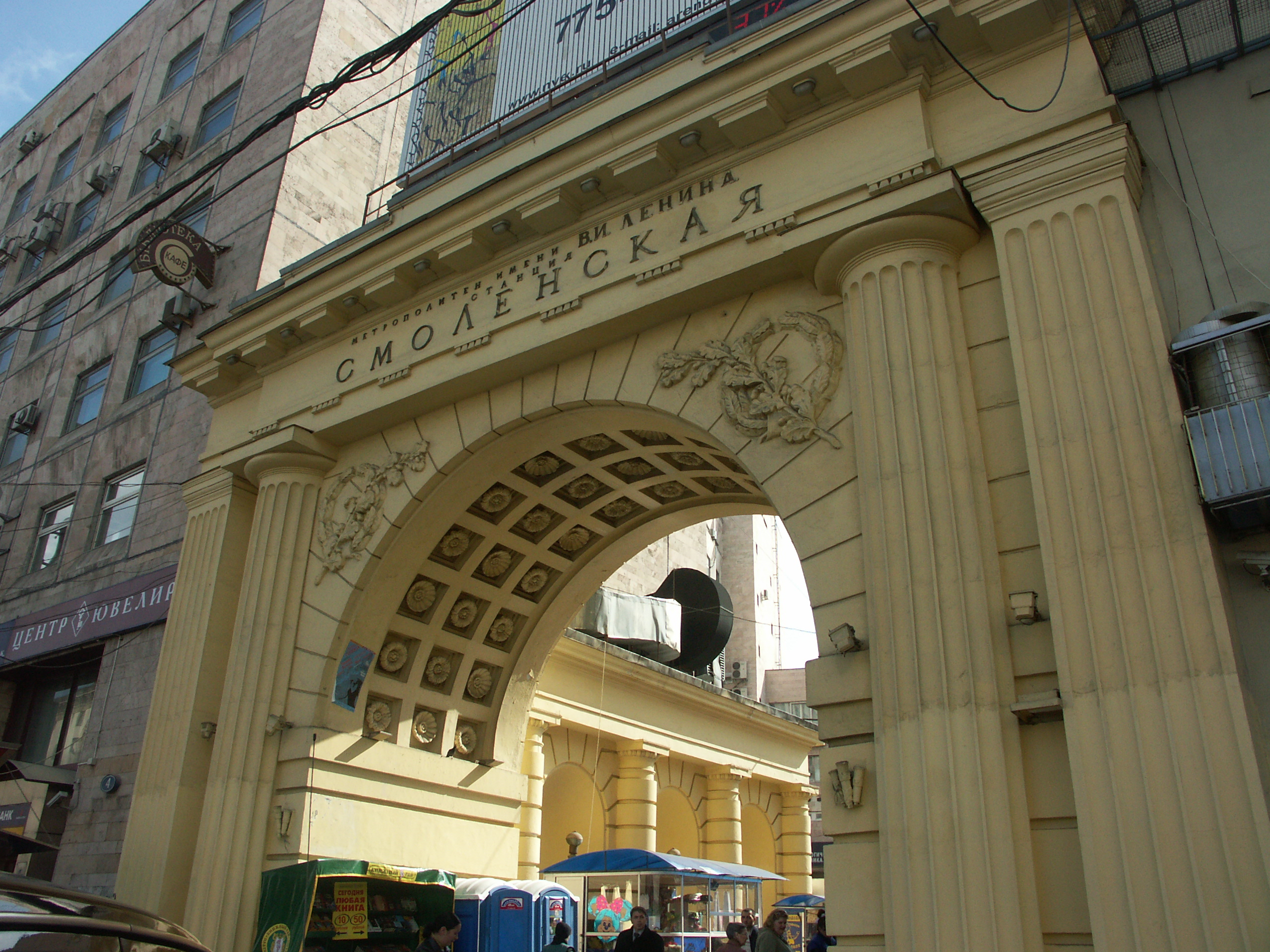
De toegangsboog aan de tuinring